# Reverie (Fernsehserie)
Reverie ist eine US-amerikanische Fernsehserie von Mickey Fisher, die am 30. Mai 2018 beim Sender NBC ihre Premiere hatte. Die Serie wurde nach einer zehn Folgen umfassenden Staffel eingestellt.

## Handlung
Die ehemalige Geisel-Unterhändlerin Mara Kint, eine Expertin für menschliches Verhalten, übernimmt einen Job der Menschen rettet, deren Verstand sich in einer fortgeschrittenen Virtual-Reality-Simulation namens Reverie verliert. Dabei beginnt Kint, eine persönliche Tragödie in ihrer eigenen Vergangenheit durchzuarbeiten.